# Берава (гмина)
Берава (пол. Bierawa) — сельская гмина (волость) в Польше, входит как административная единица в Кендзежинско-козельский повет, Опольское воеводство. Население — 7967 человек (на 2004 год).